# ディズニーシー
ディズニーシー（DisneySea）は、アメリカ・カリフォルニア州のロングビーチ港に、ディズニー社が建設をかつて計画していた施設である。1990年8月に計画が公表されたが、地元の反対や経済的理由などによって1991年12月に計画断念を発表した。

## 概要
アメリカ・カリフォルニア州のロングビーチ港、クイーン・メリー号も繋留されている、レザー社の旧所有地のそばに、ディズニー・パークス・エクスペリエンス・プロダクツが建設を計画していた施設である。計画では、1990年代に建設される予定であったが白紙撤回された。
その概要から「ディズニー・ポート」とも名付けられたこのテーマパークのコンセプトは、後に日本の東京ディズニーシーとしてそのイメージが実現した。
1990年代初頭に発表されたウォルト・ディズニー・カンパニーのテーマパーク建設計画（WestCOT・Disney's Americaなど）は日の目を見ることはなく、この時期に唯一開業したディズニーランド・パリは数々の財政問題を抱えたままである。
2006年5月には、ディズニー社が、ディズニーシーのイメージをDisney's Americaに統合し、二つのセクションからなるテーマパークとし、ウォルト・ディズニー・ワールド・リゾートにあるエプコットに匹敵するものを建設するという情報が流れた。その真偽については不明である。

## 構成施設
10億ドルの資金を使い、ロングビーチ港に145ヘクタールにおよぶ埋立地を造成し、その土地に以下の施設を建設する計画であった。
- ディズニーシー（テーマパーク）
- 21600台の駐車場
- ディズニーポート（商業ゾーン）
- ワールド・ポート（隣接する島々や港（サンタ・カタリーナ島、ニューポート港、マリーナ・デル・レイなど）をつなぐ）
- マツァラン、エンセナーダ、サンフランシスコ、シアトル、アラスカ行きの客船用の港
- 総客室3900室からなる6つのホテル

ディズニー社は直接・間接で37,000人の雇用創出を算出し、ロングビーチ市に3,400万から5,500万ドルの歳入を生み出すと見込んだ。
交通手段としてディズニー社は、以前ディズニーランド・リゾートからロングビーチ港までをモノレールで結ぼうと計画したことがある。しかし、莫大な建設費用が掛かることから、今のところ実現していない。

## テーマパーク
この施設は水と海というテーマのもとに、複数のアトラクションを含む予定だった。コンセプトは、エプコットの「フューチャー・ワールド」と「マジック・キングダム」を混ぜ合わせたものである。エントランスは、ワールド・ポートとディズニー・ポートに面した北西向きだった。
パークの中心点は6つのガラス球からなる「オセアナ」（エプコットのスペースシップ・アースのイメージ、海洋博物館で海洋生物の生態などについて学習できる施設）で、アリエル宮殿やリビング・シーのコピーである「オセアナリウム」の中にある複数のアトラクションを含んでいた。また、海洋研究機関として、カリフォルニアの関連団体や大学などと協力して、「フューチャー・リサーチ・センター」も併設する計画だった。
パークはさらに複数のエリアに分かれることになっていた。
Mysterious Island
東京ディズニーシーのようにエリア全体が火山となっていて、「アトランティスの失われた都市」と「ネモ船長の溶岩クルーズ」（火山の内部に設けられたジェットコースター）の二つのアトラクションを含んでいた。それぞれ、東京ディズニーシーの海底2万マイルとセンター・オブ・ジ・アースに似ている。
Pirate Island
海賊をテーマにした子供が遊ぶエリアだった。
Fleets of Fantasy
中国のジャンク船やエジプトのフェロカ船などの様々な小船を集めて、レストランやお店を配したものになる予定だった。これは東京ディズニーシーのアメリカンウォーターフロントでそのイメージが使われた。
Heroes Harbor
海に関する古代の英雄や昔話を基にした空想の世界の再現となる予定だった。入り口は「アクア・ラビリンス」（水の迷宮）で水の壁で作られた迷路である。コンセプトは、ディズニー・アニマル・キングダムにある「ユニコーンの迷宮」に近い。アトラクションはユリシーズ（オデュッセウス）やシンドバッドに関するものがある。
Boardwalk Fun Fair
20世紀初頭の、港の移動遊園地へのオマージュとなる予定だった。このテーマはディズニー・カリフォルニア・アドベンチャーの「パラダイスピア」でそのイメージが使われた。
それぞれのエリアは、古代ギリシャやアジア、カリブといったテーマに沿ったお店やレストランが併設されることになっており、巨大水槽の中を横切るトンネルや、サメが巣食っている海溝に下りていくケージなどで、魅惑的な海の底を探検できるような多くの展示が予定されていた。
夜には、ラグーンで花火が上げられることになっていた。

## ワールドポートとディズニーポート
ワールドポート
乗り換えエリアであり、クイーン・メリー号とパークのエントランスとの間に建設される予定だった。
ディズニーポート
全体の要に位置して、商業ゾーンとダウンタウン・ディズニーやディズニー・ヴィレッジでのレジャーを想定し、映画館、レストラン、店舗、ディスコなども含む予定だった。

## 計画放棄の理由
計画放棄の主な原因は、埋め立て費用の全額をディズニー社が負担することになっていたことである。この点では、香港ディズニーランドとは異なっている。さらにディズニー社は、ディズニーランドのそばに新しいテーマパークを計画していたが、ディズニーランド・パリの財政問題が株主たちの期待に水を差してしまった。ディズニーランドに併設する予定だったWestCOTは、結局ディズニー・カリフォルニア・アドベンチャーとして実現した。

## 東京ディズニーシーに与えた影響
この建設計画は、結局日の目を見ることはできなかったが、後に世界初の「海」をテーマにしたテーマパークである「東京ディズニーシー」としてそのイメージが実現した。東京ディズニーリゾートの運営母体であるオリエンタルランドの代表取締役会長(兼)CEOを務める加賀見俊夫がその著書「海を越える想像力」の中で、当初の東京ディズニーシーの建設計画では、ペンギンなどの生物をパーク内に配置する構想があったと述べている。